# Revere (Missouri)
Revere – wieś w Stanach Zjednoczonych, w stanie Missouri, w hrabstwie Clark.